# Großsteingrab Albertsdorf
Das Großsteingrab Albertsdorf (auch Alversteen, Alverstein oder Alverston genannt) ist eine etwa 5500 Jahre alte Megalithanlage aus der Jungsteinzeit im Süden der Insel Fehmarn im schleswig-holsteinischen Kreis Ostholstein in Deutschland.
Erhalten sind ein massiver Deckstein und vier Tragsteine an den beiden Längsseiten. Ursprünglich waren sie von einem Erdhügel bedeckt, von dem jedoch nichts mehr vorhanden ist.

## Lage
Die Besichtigung des Alversteens ist jederzeit möglich. Er ist etwa ein Kilometer südwestlich von Albertsdorf am Deich zu finden und heute von Sträuchern und Bäumen umgeben, jedoch gut zugänglich.

## Geschichte
Auf Fehmarn gab es früher zahlreiche Megalithgräber. Da sie jedoch mit ihren künstlich aufgeschichteten Hügeln bei der Landwirtschaft störende Hindernisse darstellten, wurden fast alle abgetragen und die Steine anderweitig verwendet – auf der an Steinen armen Insel Fehmarn waren sie ein willkommenes Baumaterial. Der Alversteen befindet sich auf leicht erhöhtem Gelände fast unmittelbar am Strand an einem relativ flachen Küstenabschnitt. Da er von See aus leicht zu sehen war, diente er den Seeleuten bis zum Bau des  Leuchtturms Strukkamphuk im Jahre 1896 als Orientierungspunkt bei der Einfahrt in den Fehmarnsund und durfte nicht entfernt werden. Damit er von See aus noch besser erkennbar war, hatte man auf die Deckplatte ein weißes Kreuz gezeichnet. Seit 1979 steht der Alversteen unter Denkmalschutz.

Alversteen auf Fehmarn
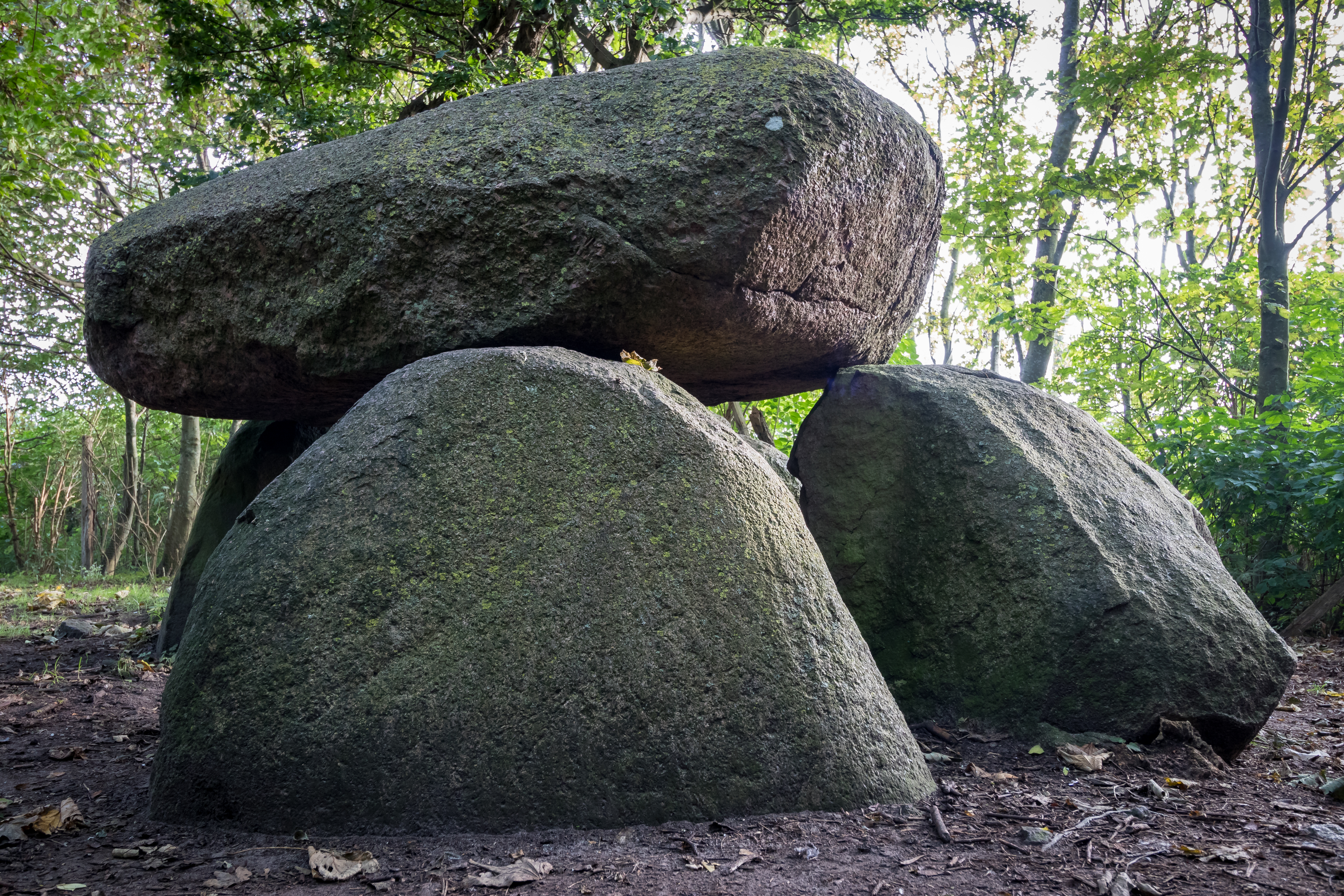
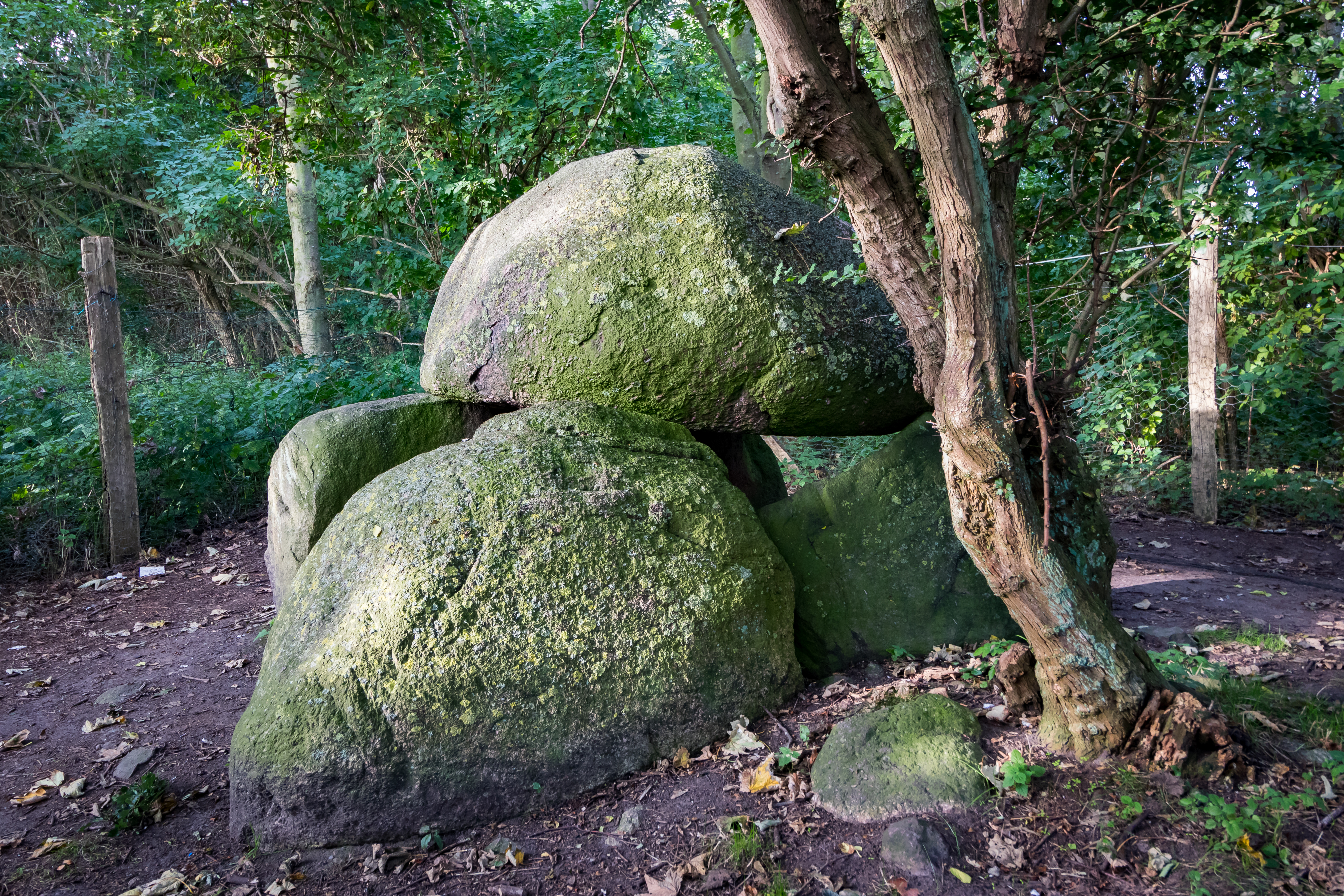
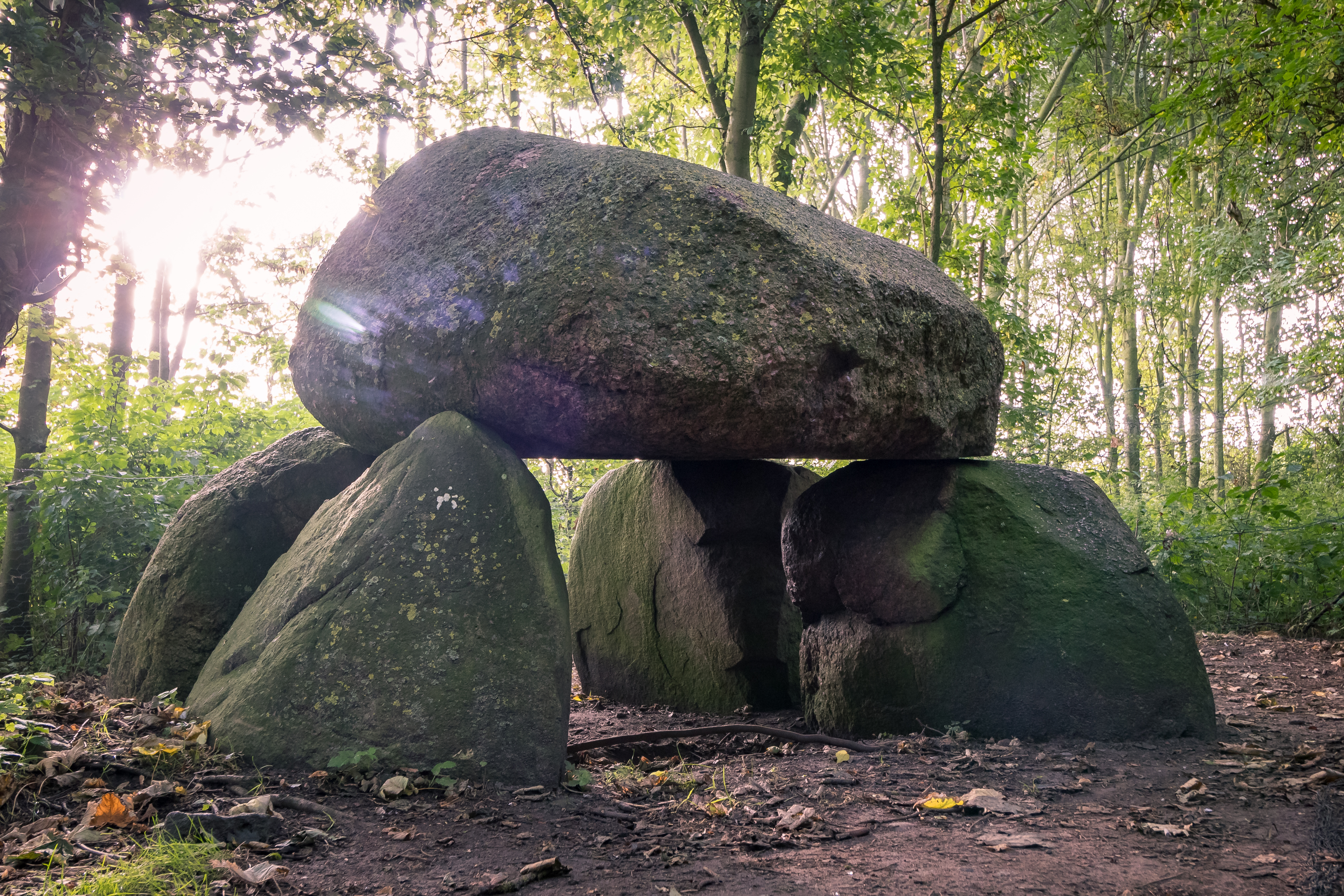
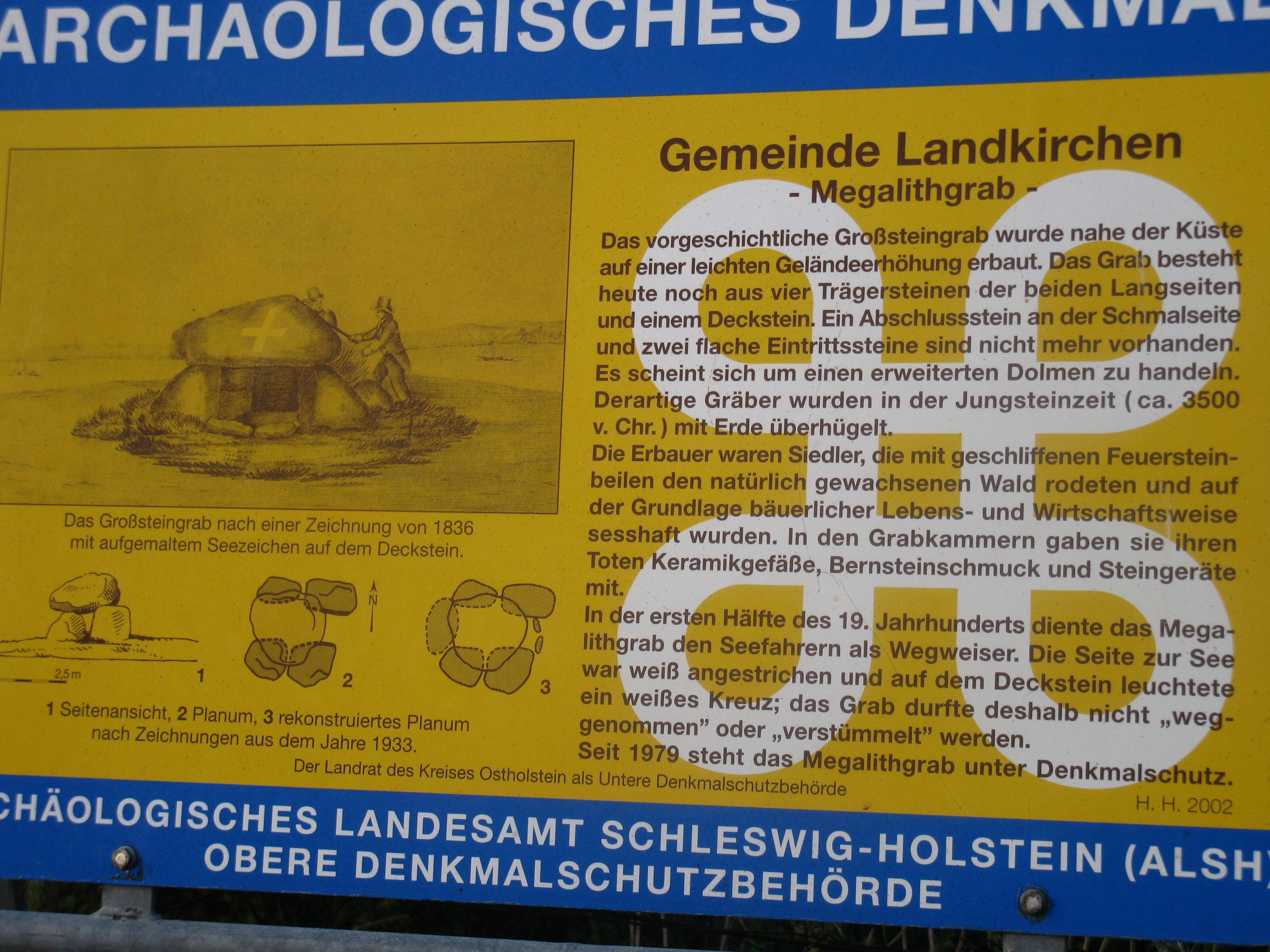
Hinweistafel vor Ort